# Autostrada A5 (Francja)
Autostrada A5 (fr. Autoroute A5) – autostrada we Francji w ciągu tras europejskich E17, E54 oraz E511.

## Informacje ogólne
A 5 łączący Paryż z Burgundią, Stanowi również część alternatywnego połączenia Paryża z Dijonem i Nancy, odciążając częściowo autostrady A 4 i A 6. Na całej długości autostrady istnieją dwa pasy ruchu w każdą stronę, jedynie w okolicy Paryża ich liczba zwiększa się do trzech. Całkowita długość autostrady wynosi 227 km, długość odcinka płatnego wynosi 218 km a jego operatorem tego jest firma APRR. Ponieważ A 5 kończy się połączeniem z płatną autostradą A31 punkt poboru opłat (fr. Gare de péage) jest tylko jeden, znajduje się on na węźle z A 105.

## Przebieg trasy
a completer

## Historia
Oto kalendarium oddawania do użytku kolejnych odcinków A5
- Beauchemin – Semoutiers (21 km): 1983
- Troyes – Semoutiers (77 km): 1990
- Melun – Sens (58 km): 1993
- A5 do węzła z N6 w pobliżu Sens (5 km): 1993 (obecnie fragment autostrady A19)
- Sens – Troyes (67 km): 1994
- Łącznik północny do La Francilienne (16 km): 1994 (dawniej autostrada A5b, obecnie autostrada A105)
- Łącznik zachodni do La Francilienne (9 km) 1995 (dawniej oznaczony jako A5a)